# 신도 마사오키
신도 마사오키(일본어: 眞藤 雅興 신도 마사오키[*], 1998년 8월 3일 ~ )는 일본의 만화가이다. 가고시마현 게도인정 출신이다. 대표작은 루리 드래곤이 있다.

## 연혁
2016년, 제 109회 (2016년 7월) 점프 트레저 신인 만화상에서 'Twin Peach'가 가작을 수상.
2017년, 「제냉사 렌타로의 약속」이 제 12회 골드 퓨처 컵을 수상.
2022년, 주간 소년 점프 같은 해 28호부터 루리 드래곤을 연재.
2022년 8월 1일, 컨디션 불량으로 「주간 소년 점프」 동년 35호부터 휴재한다고 발표. 이후 주간 소년 점프 2024년 14호부터 연재를 재개.

## 작품 목록

### 만화

#### 연재 중
- 『루리 드래곤』（『주간 소년 점프』2022년 28호[1] - 연재 중, 전 1권)

#### 완결
- 『Twin Peach』（『점프 X』2017 vol.1）
- 『SKY CROW』（『점프 X』2017 vol.1）
- 『제냉사 렌타로의 약속』（『주간 소년 점프』2017년 41호）
- 『COUNT OVER』（『주간 소년 점프』2018년 25호）
- 단편 『루리 드래곤』（『점프 GIGA』 2021 WINTER）

### 기타
- 『하테나의 탑 -The Tower of Children-』 (게임, 2023년) - 캐릭터 디자인